# Dakota (edificio)
Il Dakota (The Dakota) è un celebre edificio residenziale di New York, situato nell'esclusivo contesto dell'Upper West Side di Manhattan.
È uno dei più antichi ed esclusivi edifici residenziali di Manhattan e il suo nome è legato a molte celebrità dello spettacolo che vi hanno abitato, tra cui Rudol'f Nureev, Leonard Bernstein, morto lì nel 1990 e John Lennon, quest'ultimo assassinato nel 1980 proprio davanti all'ingresso dell'edificio.

## Storia

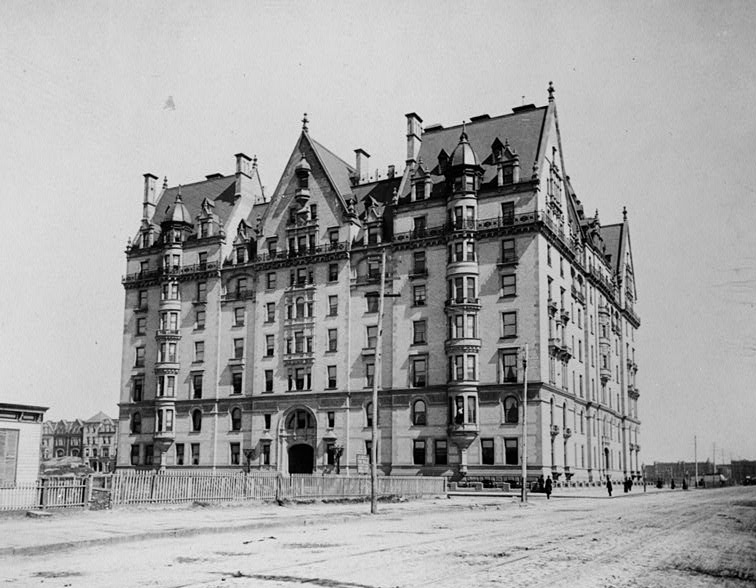
Una veduta del Dakota nel 1890, ancora completamente isolato

L'edificio fu commissionato da Edward S. Clark, fondatore della Singer Sewing Machine Company, che ne affidò la progettazione allo studio dell'architetto Henry J. Hardenbergh, già autore della prima sede del Waldorf-Astoria Hotel e in seguito del vicino Hotel Plaza.

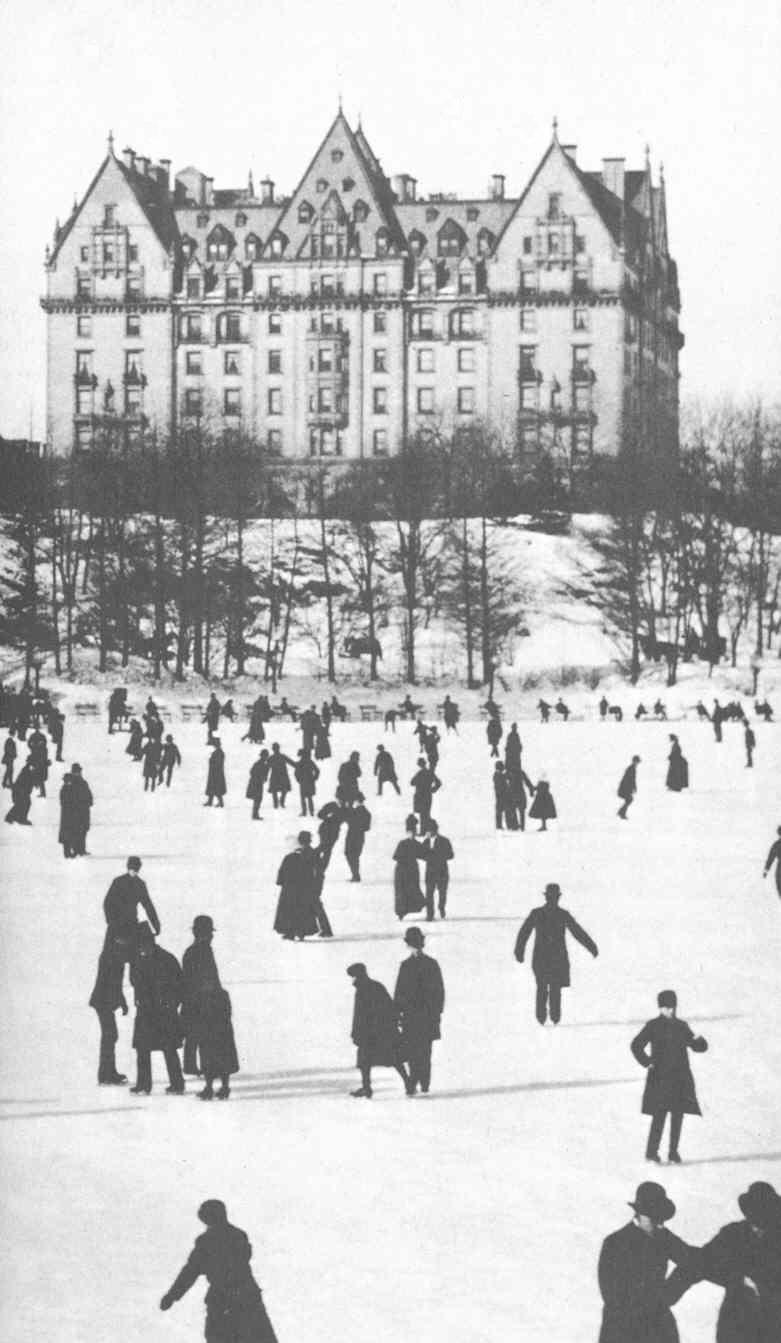
Una veduta invernale di Central Park con il Dakota alla fine dell'Ottocento

L'edificio fu costruito tra il 25 ottobre 1880 e il 27 ottobre 1884 ma l'origine dell'appellativo "The Dakota" non è chiara e la prima diffusione ufficiale al riguardo apparse soltanto in un quotidiano del 1933. Tuttavia una leggenda popolare narra che il suo nome derivò dal fatto che al tempo in cui l'edificio venne costruito, l'Upper West Side di Manhattan era scarsamente abitato e quindi considerato remoto quanto il Territorio del Dakota; oppure è più probabile che il nome dell'edificio sia dovuto alla passione di Edward S. Clark per i nomi degli stati dell'ovest degli Stati Uniti.
A conferma del nome del palazzo vi è comunque il fregio posto al centro del timpano nel prospetto affacciato sulla 72ª strada, che raffigura il volto di un nativo Dakota.
Per l'epoca il concetto di condominio rappresentò un'assoluta quanto discussa novità poiché a vivere in singoli appartamenti, spesso malsani e sovraffollati, erano soltanto le classi inferiori della popolazione mentre l'alta società era solita risiedere in grandi abitazioni unifamiliari. 
Malgrado ciò e a discapito della sua originaria posizione isolata e distante dalla frenesia del centro di Manhattan, il lussuoso edificio ebbe un grande successo di pubblico fin dal principio, basti pensare che tutti gli appartamenti furono assegnati prima del suo completamento. Pur ottenendo questo strepitoso successo le ingenti spese sostenute per la sua costruzione prosciugarono le finanze di Clark e dei suoi eredi, poiché egli morì improvvisamente prima della conclusione dei lavori.
Ciò nonostante il Dakota divenne il nuovo simbolo per l'alta società di New York, dove acquistare, o quanto meno affittare un appartamento come residenza di città, divenne sinonimo di status sociale. Tra i molti facoltosi personaggi dell'epoca che figurarono tra i primi inquilini si contano l'editore Gustav Schirmers e Theodore Steinway, erede del noto costruttore di pianoforti; egli ebbe l'onore di ospitare nel suo appartamento al Dakota il celebre compositore Pëtr Il'ič Čajkovskij, giunto a New York nel 1890 per l'inaugurazione della Carnegie Hall.
Con la costruzione del Dakota si avviò un crescente sviluppo edilizio nella zona circostante che, nei decenni successivi, vide sorgere innumerevoli altri edifici residenziali di lusso e la pianificazione viaria delle strade vicine.
Per soddisfare le nuove esigenze abitative e la crescente richiesta a risiedere nel prestigioso immobile, nel corso dei decenni l'edificio subì notevoli rimaneggiamenti interni e molti locali condominiali destinati ad un uso comune furono trasformati in nuove unità abitative. Il Dakota continuò ad attrarre innumerevoli celebrità che scelsero di abitare al n. 1 di West 72nd Street, tra cui: il maestro Leonard Bernstein, le attrici Lauren Bacall e Judy Garland, il celebre ballerino Rudol'f Nureev e l'ex leader dei Beatles John Lennon, con sua moglie Yōko Ono.
Nel 1968 l'edificio fu inserito nel National Historic Landmark e nel 1972 nell'albo della National Trust for Historic Preservation; dal 1976 è stato dichiarato monumento nazionale.
Dal 2007 è in progetto una riconversione della struttura originale delle scuderie all'interno del cortile, da tempo adibita a garage. Il progetto prevede un investimento da svariati milioni di dollari per la realizzazione di ulteriori unità abitative.

## Descrizione

### Esterno

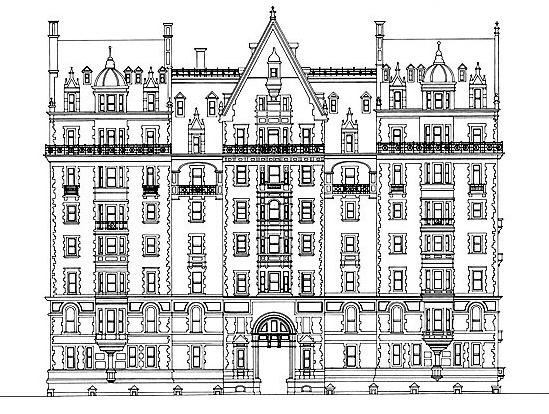
Il prospetto sud

L'edificio è a pianta quadrangolare, libero sui quattro lati e si eleva per dieci piani in corrispondenza dell'incrocio tra la 72ª strada e Central Park West. Caratterizzato dalla sua colorazione ocra uniforme, dai pronunciati tetti a cuspide, le numerose balaustre, nicchie e decorazioni zoomorfe in ferro battuto, il palazzo ha un aspetto austero riferibile all'architettura rinascimentale nord-europea, con echi anseatici e neogotici, in piena sintonia con la moda newyorchese tipica dell'architettura residenziale della seconda metà dell'Ottocento.
L'elemento distintivo più riconoscibile dell'edificio è la copertura, caratterizzata dall'insieme di falde fortemente inclinate su cui troneggiano innumerevoli abbaini, pinnacoli ornamentali e la bandiera degli Stati Uniti, come consuetudine per tutti i monumenti nazionali americani.
L'ingresso è situato sulla 72ª strada ed è caratterizzato da un grande portale ad arco ribassato affiancato da due coppie di grosse lanterne in ferro battuto alimentate a gas. Il portale consente l'accesso al cortile centrale attraverso un ampio passaggio carrabile con volte a crociera; esso permetteva di far sostare le carrozze trainate da cavalli garantendo ai passeggeri un sicuro riparo dalle intemperie. A sormontare il portale, in corrispondenza dell'ottavo piano, vi è il fregio raffigurante un nativo Dakota recante la data di realizzazione "1881".
I tre prospetti principali sono caratterizzati da un basamento in bugnato e dai primi due piani fuori terra sormontati da una vistosa cornice marcapiano che lambisce le finestre del secondo piano, le uniche ad arco a tutto sesto. Il prospetto principale affacciato sulla 72ª strada presenta due grandi bow windows semicirolari che si sviluppano a tutt'altezza e culminano con una cupola di gusto eclettico. Un lungo terrazzo che corre quasi ininterrottamente per i principali prospetti dell'edificio caratterizza il settimo piano, mentre altri terrazzi panoramici sono situati ai piani superiori.

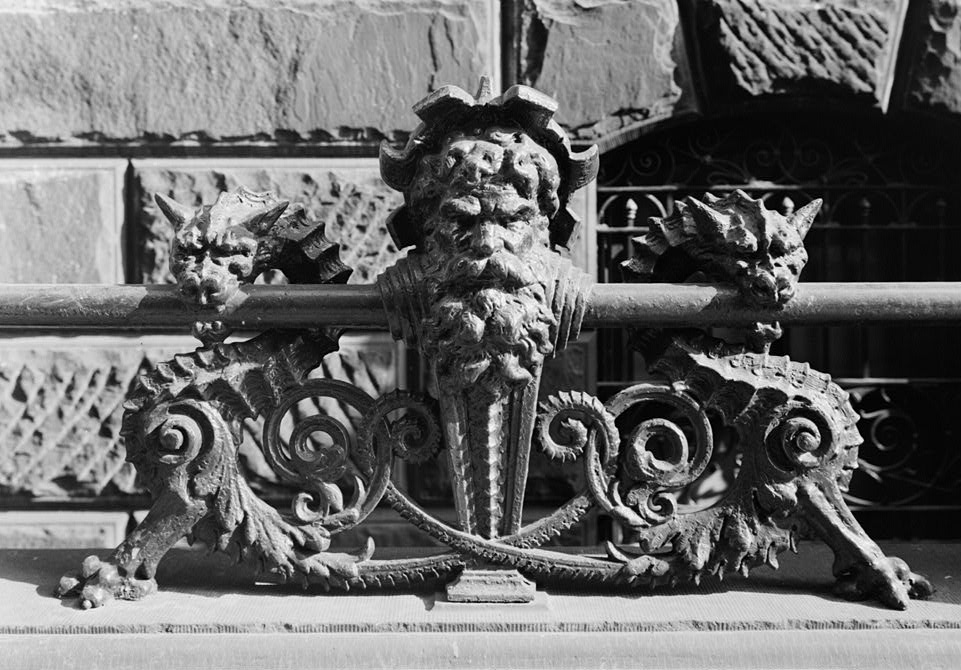
Un dettaglio della facciata

All'angolo tra la 72ª strada e Central Park West, a pochissimi metri dall'ingresso dell'edificio, è presente un accesso alla metropolitana, realizzato nei primi anni del Novecento, la cui rampa di scale è stata ricavata sfruttando parte dell'intercapedine del piano seminterrato dell'edificio.
Fino agli anni venti, l'area di pertinenza del Dakota si estendeva dietro l'edificio, tra la 72ª e 73ª strada; esso comprendeva un giardino privato con un campo da croquet e uno da tennis.

### Interni
Il Dakota fu il primo plesso residenziale di alto livello a disporre di numerosi servizi e infrastrutture all'avanguardia. Fu tra i primi edifici ad essere dotato di ascensori, montacarichi e da corrente elettrica garantita da un apposito generatore autonomo, mentre una caldaia a carbone alimentava l'impianto di riscaldamento centralizzato e quello dell'acqua calda. L'accesso agli appartamenti è servito da ampie rampe di scale e dai decoratissimi ascensori in ferro battuto posti ai quattro angoli della corte interna, inoltre ulteriori scale e ascensori di servizio sono collocati al centro dei blocchi. Un altro esclusivo sistema all'avanguardia era situato presso la struttura all'interno del cortile che originariamente ospitava le scuderie e che in seguito fu adibita a garage; essa era dotata di speciali montacarichi che consentivano alle carrozze dei residenti di raggiungere direttamente i piani superiori.
Pur essendo un condominio, la concezione originaria del palazzo prevedeva uno stile di vita simile a quello condotto in una grande dimora aristocratica. Il secondo piano dell'edificio, quindi, era destinato ad ospitare ampi spazi comuni presso cui i residenti potevano intrattenere i loro ospiti; accanto a questi grandi saloni di rappresentanza riccamente decorati vi era una cucina che consentiva anche di recapitare su richiesta i pasti presso gli appartamenti padronali mediante un capillare sistema di montacarichi. Gli ultimi tre piani mansardati ospitavano invece altri spazi comuni come la palestra, la lavanderia, una sala giochi, un salone con terrazzo affacciato sul parco e relativi alloggiamenti riservati al personale domestico in servizio presso i residenti.

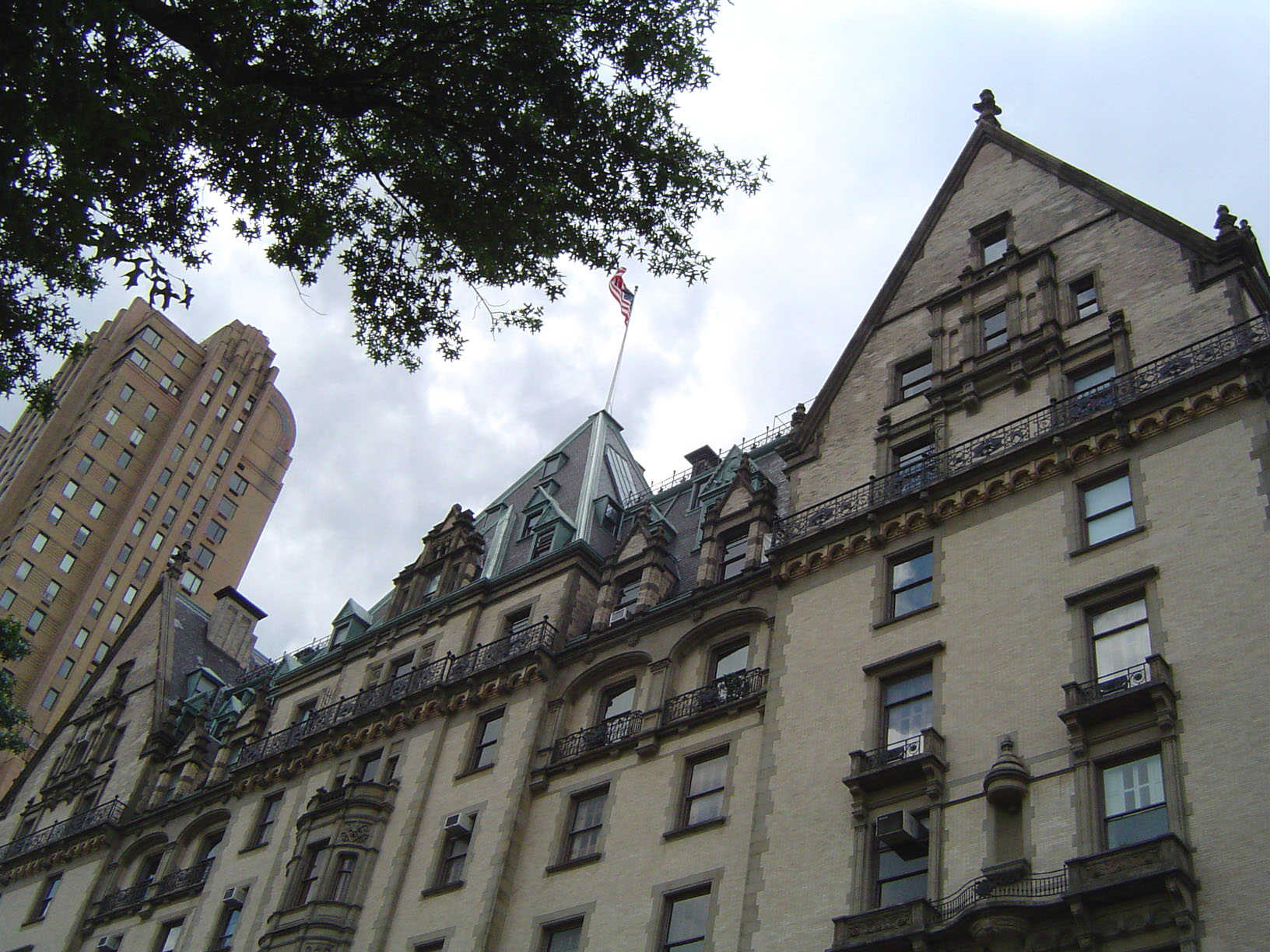
Immagine dell'edificio

Gli appartamenti fino al settimo piano conservano ancora gran parte degli elementi dello stile neogotico dell'epoca e originariamente si contavano complessivamente 65 unità abitative, tutte dotate di esposizione sui due lati, una novità per la New York di quegli anni. Gli appartamenti erano tutti diversi tra loro ed erano composti da un minimo di quattro fino a venti stanze. In origine essi erano caratterizzati da grandi saloni comunicanti en filade alla maniera tradizionale ma anche accessibili da un corridoio interno, favorendo il comodo spostamento da una stanza all'altra, specialmente durante feste e ricevimenti. Alcuni saloni erano lunghi 49 piedi (circa 15 m) con soffitti alti più di quattro metri e pavimenti in legno con intarsi in mogano, rovere e ciliegio, mentre nell'appartamento del sesto piano che fu di Edward S. Clark, il committente dell'edificio, alcuni pavimenti erano notoriamente intarsiati con decori d'argento.
Nel corso dei decenni l'edificio ha subìto notevoli rimaneggiamenti interni e molti dei locali condominiali destinati ad un uso comune sono stati trasformati in nuove unità abitative, raggiungendo un totale di 103 appartamenti di svariate metrature. Tuttavia quasi tutti hanno conservato particolari architettonici di pregio e una disposizione favorevole a vantaggio di saloni o camere da letto padronali, che godono di un invidiabile affaccio su Central Park; mentre sale da pranzo e altri ambienti di servizio affacciano sul cortile interno.

## L'assassinio di John Lennon

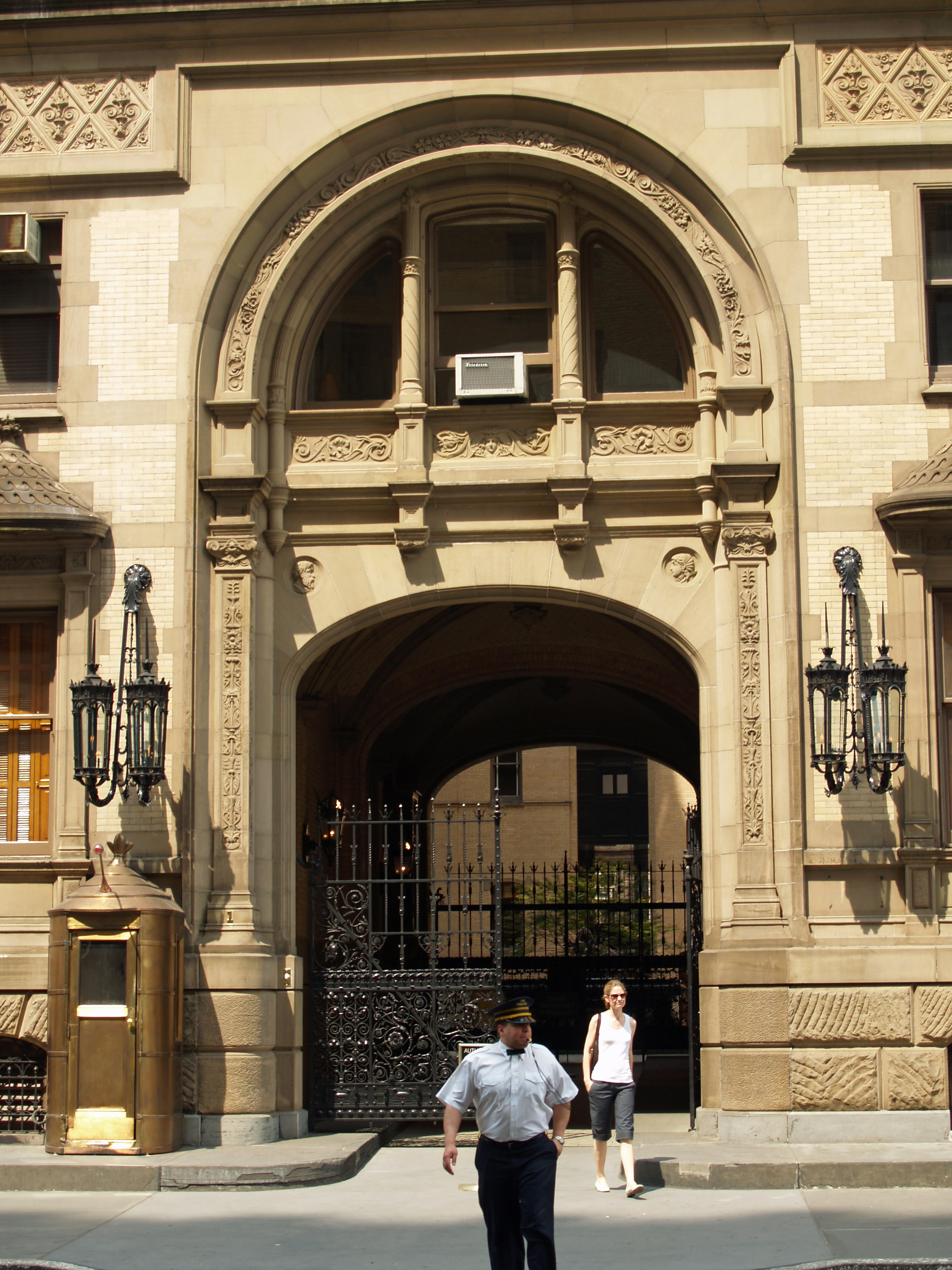
L'ingresso al 1 West 72nd Street dove Mark David Chapman sparò a John Lennon l'8 dicembre 1980

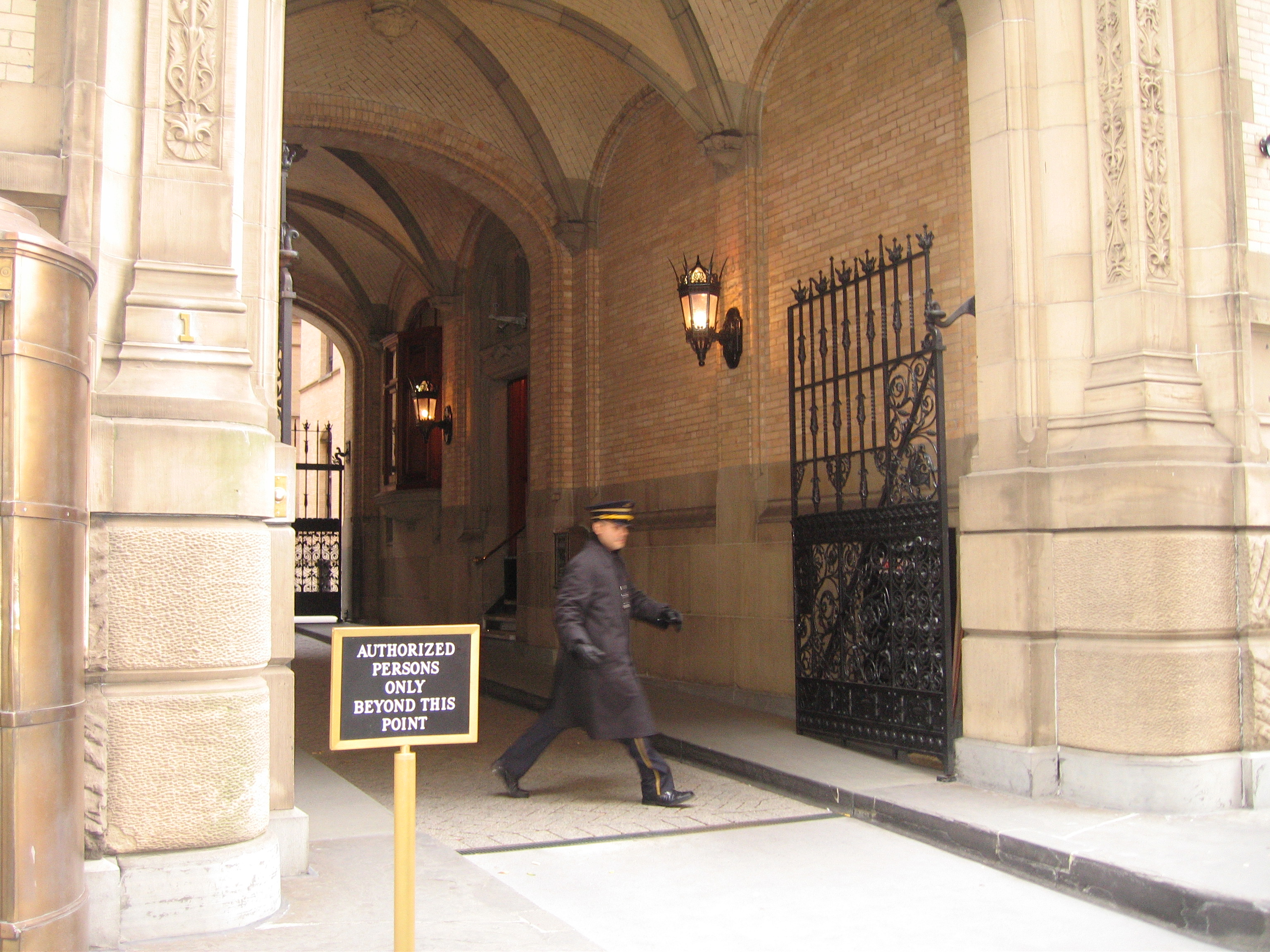
Sul lato destro sono visibili gli scalini che Lennon salì prima di collassare al suolo

Il Dakota è noto anche per essere stato, a partire dal 1973, l'ultima residenza del beatle John Lennon e di sua moglie Yōko Ono, che risiedevano nel loro triplo appartamento al settimo piano ma erano titolari anche di altri due appartamenti ai piani inferiori destinati agli ospiti e di uno al piano terra ad uso ufficio.
L'edificio è quindi indissolubilmente legato all'assassinio di John Lennon, ucciso da uno squilibrato davanti all'ingresso principale l'8 dicembre del 1980. Da allora Yōko Ono, che ancora risiede e possiede alcune proprietà nello stabile, celebra ogni anno l'anniversario della morte di Lennon con un pellegrinaggio pubblico di un'ora che parte dal Dakota e termina al vicino Strawberry Fields Memorial di Central Park, creato in memoria del celebre cantante.

## Riferimenti nella cultura di massa

### Cinema
All'interno del Dakota sono severamente vietate intrusioni e riprese video o fotografiche per tutelare la riservatezza degli inquilini, tuttavia l'edificio è stato scelto più volte come luogo di ambientazione di riprese cinematografiche.
- Il regista Roman Polański filmò al Dakota gli esterni per il film Rosemary's Baby - Nastro rosso a New York (1968); tuttavia gli interni furono ricreati in studio;
- David Aames, il personaggio protagonista del film Vanilla Sky (2001) di Cameron Crowe, risiede al Dakota, ma dell'edificio sono stati filmati soltanto gli esterni, mentre tutti gli interni sono stati riprodotti in studio;
- Nel film Chapter 27 (2007), incentrato sull'omicidio di John Lennon, molte scene sono ambientate all'esterno dell'edificio.

### Musica
- Tim Curry cita il Dakota nella sua canzone I Do the Rock;
- Il Dakota viene citato nella canzone delle Hole, 20 Years in the Dakota;
- I Brand New menzionano il Dakota nella loro canzone Play Crack the Sky dell'album Deja Entendu;
- La band Of a Revolution ha scritto una canzone intitolata Dakota circa l'omicidio di John Lennon, nel 2005;
- Nas menziona il Dakota nella sua canzone Thief's Theme mentre parla di John Lennon;
- Christine Lavin scrisse ed eseguì una canzone dal titolo The Dakota. In essa racconta i suoi sentimenti verso l'omicidio di Lennon, e come non possa fare a meno di pensare all'incidente quando passa davanti all'edificio.

### Letteratura
- L'edificio gioca un ruolo cruciale nel racconto fantascientifico di Jack Finney Indietro nel tempo (Time and Again);
- Il personaggio di fantasia Windsor Horne Lockwood III, protagonista dei racconti di Harlan Coben, abita nel Dakota;
- L'agente speciale Aloysius Pendergast, un personaggio protagonista di molti racconti di Douglas Preston e Lincoln Child, ha un appartamento al Dakota.

## Residenti illustri
- l'attrice Lauren Bacall

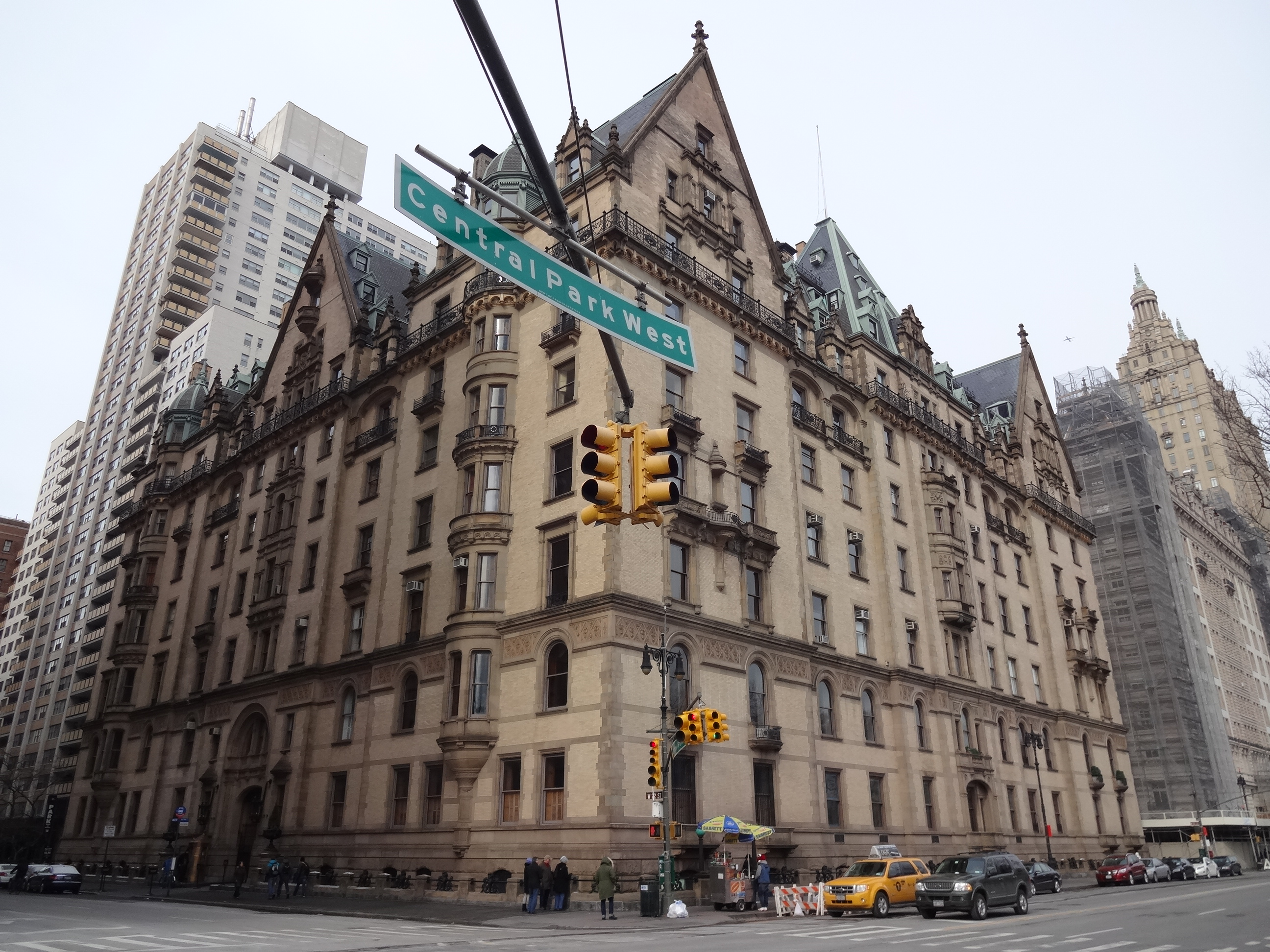
Immagine dell'edificio

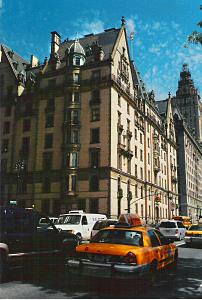
Immagine dell'edificio

- il compositore e direttore d'orchestra Leonard Bernstein
- l'attore José Ferrer
- la cantante Roberta Flack
- lo scrittore Charles Henri Ford
- l'attrice Ruth Ford
- l'attrice Judy Garland
- l'attore Steve Guttenberg
- l'attrice Judy Holliday
- l'autore teatrale William Inge
- l'attore Boris Karloff
- il cantautore John Lennon
- il cantante Sean Lennon, figlio di John e Yōko
- la scrittrice Carson McCullers
- la cantante Liza Minnelli
- il ballerino e coreografo Rudol'f Nureev
- l'artista Yōko Ono
- l'attrice comica Gilda Radner
- il cantante Neil Sedaka
- l'industriale Theodore Steinway
- il cantante lirico Cesare Siepi

## Richiedenti illustri respinti
Analogamente a quanto accade in edifici simili, per abitare al Dakota non è sufficiente disporre soltanto di una notevole somma di denaro a garanzia ma è necessario inoltrare anche una domanda al Consiglio di gestione del condominio. Questi organi di amministrazione sono molto diffusi in tutti gli immobili cooperativi di un certo livello; costituito da residenti dell'edificio, il Consiglio si riserva di valutare l'idoneità o meno del richiedente che, in caso affermativo, dovrà versare l'importo dovuto per acquistare l'immobile divenendone co-proprietario. Tra i richiedenti illustri respinti: Billy Joel, Gene Simmons dei Kiss, Antonio Banderas, Cher, Madonna, Melanie Griffith.